# ニコラス・スキアッパカッセ
ニコラス・ハビエル・スキアッパカッセ・オリバ（Nicolás Javier Schiappacasse Oliva, 1999年1月12日 - ）は、ウルグアイ・モンテビデオ出身のサッカー選手。ポジションはフォワード。

## 経歴

### クラブ
2010年からウルグアイのCAリーベル・プレートユースに所属し、2014年にトップチーム昇格した。
2016年、アトレティコ・マドリードBに移籍。しかし、トップチーム昇格までには至らず、以降も定着出来ずじまいに終わる。
2021年3月5日、CAペニャロールへのローン移籍が決定した。

### 代表
ウルグアイ代表として各年代でプレーした。

## 代表歴

### 出場大会
- U-20ウルグアイ代表
  - 2017年 - FIFA U-20ワールドカップ